# 김해시의회
김해시의회는 경상남도 김해시 지역을 관할하는 기초의회이다.